# (120361) Guido
(120361) Guido est un astéroïde de la ceinture principale.

## Description
(120361) Guido est un astéroïde de la ceinture principale. Il fut découvert le 3 juillet 2005 à Mayhill par Andrew Lowe. Il présente une orbite caractérisée par un demi-grand axe de 2,67 UA, une excentricité de 0,18 et une inclinaison de 12,4° par rapport à l'écliptique.
Il est dédié à l'astronome amateur italien Ernesto Guido.

## Compléments